# Partia Liberalna (Bułgaria)
Partia Liberalna (bułg. Либерална партия) – bułgarska partia polityczna założona ok. 1879 i istniejąca do ok. 1887, stanowiąca opozycję wobec Partii Konserwatywnej. Utworzyła trzy samodzielne rządy Księstwa Bułgarii (1880–1881, 1884–1886). W 1883 i w 1886 przeżyła trzy rozłamy, zaś ocalała z nich frakcja pod wodzą Petka Karawełowa przekształciła się w 1896 w Partię Demokratyczną.

## Historia Partii Liberalnej
Wkrótce po utworzeniu Księstwa Bułgarii na mocy kongresu berlińskiego w 1878, uczestnicy założycielskiego zebrania przyszłego parlamentu kraju, nazwanego Zgromadzeniem Narodowym, utworzyli dwa obozy: "młodych", czyli liberałów i "starych", czyli konserwatystów. Ponieważ ci pierwsi stanowili większość w parlamencie, odegrali oni decydującą rolę w napisaniu i uchwaleniu pierwszej konstytucji Bułgarii, zwanej konstytucją tyrnowską. Wkrótce potem na bazie obu obozów powstały dwie partie polityczne, odpowiednio Partia Liberalna i Partia Konserwatywna. Liderami stronnictwa liberalnego zostali Petko Karawełow, Petko Sławejkow i Dragan Cankow.
Wybory do Zgromadzenia Narodowego pierwszej kadencji rozpisane w październiku 1879 zakończyły się zwycięstwem Partii Liberalnej, lecz po kilku tygodniach książę Aleksander I Battenberg rozwiązał parlament. Kolejne wybory w marcu 1880 ponownie zapewniły liberałom większość mandatów, co pozwoliło im sformować dwa kolejne samodzielne gabinety, na czele których stanęli Dragan Cankow (1880) i Petko Karawełow (1880–1881). Rządy Partii Liberalnej szybko postawiły ją w opozycji wobec monarchy. Przyczyną tego stanu rzeczy były dążenia księcia do ograniczenia roli rządu i parlamentu i umocnienia własnej pozycji w państwie. Na początku 1881, wykorzystując chwilowe skomplikowanie sytuacji politycznej w Rosji spowodowane śmiercią cesarza Aleksandra II, Aleksander I Battenberg doprowadził do dymisji rządu oraz zawieszenia Konstytucji Tyrnowskiej. Wkrótce potem rozpisano wybory do Wielkiego Zgromadzenia Narodowego, którego zadaniem miało być nadanie księciu szerokich uprawnień. Liberałowie i ich zwolennicy nie zostali do nich dopuszczeni, dzięki czemu Konstytuanta przyjęła propozycje monarchy. W rezultacie nastąpił trzyletni okres tzw. reżimu pełnomocnictw, podczas którego działacze liberalni nie mieli wpływu na władzę i byli represjonowani. Wielu z nich, w tym Petko Karawełow i Petko Sławejkow, wyemigrowało do sąsiedniej Rumelii Wschodniej. Trzeci z liderów ugrupowania, Dragan Cankow pozostał w Księstwie Bułgarii, ale wkrótce został internowany we Wracy. 
W 1883 okoliczności polityczne w kraju silnie się skomplikowały. O wpływy polityczne ścierali się rosyjscy oficerowie, konserwatyści oraz książę. W celu uspokojenia sytuacji monarcha za pośrednictwem działaczy Partii Konserwatywnej rozpoczął negocjacje z Cankowem. Na początku sierpnia uzyskano porozumienie, na mocy którego przywrócono częściowo zasady konstytucji, zaś Cankowowi powierzono misję utworzenia nowego, koalicyjnego rządu. Współpraca z konserwatystami oraz księciem nie została zaakceptowana przez pozostałe frakcje Partii Liberalnej, w związku z czym otoczenie Cankowa wystąpiło z niej, tworząc Partię Postępowo-Liberalną o charakterze prorosyjskim.
W 1884 rozpisano wybory do Zgromadzenia Narodowego czwartej kadencji, które przyniosły zdecydowane zwycięstwo Partii Liberalnej Karawełowa i Stambołowa. Wkrótce potem ten pierwszy sformował trzeci samodzielny rząd liberałów. Jego udziałem stało się historyczne zjednoczenie Księstwa Bułgarii z Rumelią Wschodnią, dokonane jesienią 1885. Kilka miesięcy później, w lecie 1886 w kraju doszło do kolejnego zamachu stanu, w efekcie którego Aleksander I został pozbawiony władzy, zaś gabinet Karawełowa zastąpiony rządem tymczasowym. W zaistniałym zawirowaniu politycznym od Partii Liberalnej odłączyły się jeszcze dwie frakcje: Stefana Stambołowa, która przekształciła się w Partię Narodowo-Liberalną i Wasiła Radosławowa, która odtąd działała pod nazwą Klubu Liberalnego (od 1895 jako Partia Liberalna (radosławiści)). We wrześniu 1887 premierem kraju został Stambołow. Rozpoczął się kilkuletni okres prześladowania opozycji politycznej, w efekcie czego Partia Liberalna musiała zawiesić działalność. Dopiero po upadku reżimu Stambołowa w 1894 możliwa stała się odbudowa ugrupowania, które od 1896 przyjęło nazwę Partia Demokratyczna. Rolę lidera nowej partii utrzymał Petko Karawełow.

## Wybitni działacze Partii Liberalnej
- Petko Karawełow – burmistrz Płowdiwu, premier i minister
- Wasił Radosławow – minister
- Michaił Sarafow – minister
- Petko Sławejkow – Przewodniczący Zgromadzenia Narodowego, poeta, publicysta, minister
- Stefan Stambołow – Przewodniczący Zgromadzenia Narodowego
- Nikoła Stojczew – minister i dyplomata
- Nikoło Suknarow – Przewodniczący Zgromadzenia Narodowego, burmistrz Sofii, minister
- Dragan Cankow – publicysta, wydawca, premier i minister
- Ilija Canow – minister

## Organy prasowe Partii Liberalnej
- Целокупна България (w tłum. Cała Bułgaria; od 1879)
- Независимост (w tłum. Niezależność; 1880-1883)
- Търновска конституция (w tłum. Konstytucja Tyrnowska)